# Ridderorden in Montenegro
Montenegro werd in de loop der jaren een steeds meer zelfstandig deel van het Ottomaanse Rijk. De eerste ridderorde werd al in 1853 gesticht. De onafhankelijkheid volgde in 1878.
- De Orde van de Gouden Oblica[1]
- De Orde van Danilo I 23 april 1853
- De Orde van Skanderbeg
- De Orde van Sint-Peter 1869
- De Orde van Petrovich-Njegosh
- De Orde van het Rode Kruis 1913
- De Orde van de Vrijheid van Montenegro 1919

In 1918 werd Montenegro deel van Joegoslavië en werd ook het Joegoslavische decoratiestelsel van kracht.
Op 3 juni 2006 werd Montenegro wederom onafhankelijk. Er werden in dat jaar en in 2007 weer eigen onderscheidingen ingesteld.
- De Orde van Nemanja 2006
- De Orde van de Republiek Montenegro r of the Republic of Montenegro (Orden Republike Crne Gore)
- De Order van de Grote Ster van Montenegro (Orden Crnogorske velike zvijezde)
- De Orde van de Montenegrijnse Vlag (Orden Crnogorske zastave)
- De Orde voor Heldendom (Orden za hrabrost)
- De Orde van de Arbeid (Orden rada)

De in 1918 verbannen koninklijke familie keerde in 2006 weer terug naar haar land. Men verleent "jure sanguines" twee huisorden. De orden worden door de Republiek Montenegro erkend.
- De Orde van Danilo I
- De Orde van Sint-Peter van Cetinje 1869